# Kloschwitz (Salzatal)

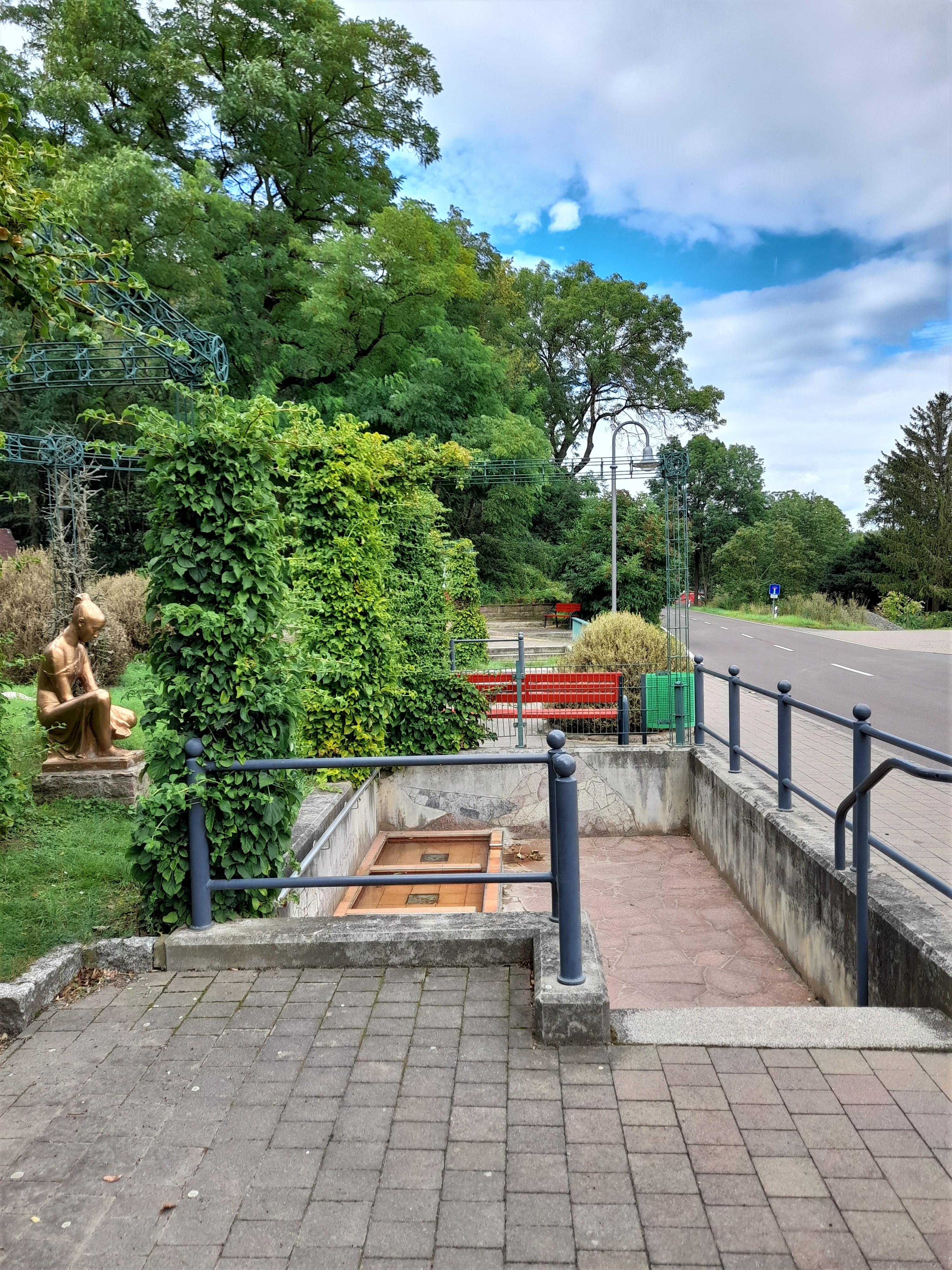
Kneipp-Anlage in Kloschwitz

Kloschwitz ist eine Ortschaft der Einheitsgemeinde Salzatal im Saalekreis in Sachsen-Anhalt (Deutschland).

## Geografie
Kloschwitz liegt an einem Bogen der Saale nordwestlich von Halle (Saale) im Naturpark Unteres Saaletal.

### Ortschaftsgliederung
Zur Ortschaft Kloschwitz gehören neben dem Hauptort Kloschwitz die Dörfer Johannashall, Rumpin und Trebitz.

## Geschichte
1209 war die erste urkundliche Erwähnung des Ortes als Clozmichz. Der Ort erlangte in der ersten Hälfte des 19. Jahrhunderts überregionale Bedeutung aufgrund des von Pfarrer Carl Friedrich Grundmann (1793–1850) gegründeten Knaben-Instituts. Die Brüder Julius und Gustav des als Plauener Turnvater bekannten Otto Leonhard Heubner unterrichteten dort.
Kloschwitz und seine heutigen Ortsteile Rumpin und Trebitz gehörten zur Grafschaft Mansfeld. Dabei gehörte Kloschwitz zum Amt Seeburg (Distrikt Schraplau), Trebitz zum Oberamt Friedeburg (Distrikt Schraplau) und Rumpin zum Amt Gerbstedt (Distrikt Mansfeld). Bei der Teilung der Grafschaft Mansfeld 1738/80 kamen die drei Orte zu dem Anteil, den das preußische Herzogtum Magdeburg erhielt. Mit dem Frieden von Tilsit wurden Kloschwitz, Rumpin und Trebitz im Jahr 1807 dem Königreich Westphalen angegliedert und dem Distrikt Halle im Departement der Saale zugeordnet. Kloschwitz kam zum Kanton Seeburg, Trebitz zum Kanton Fienstedt und Rumpin zum Kanton Gerbstedt. Nach der Niederlage Napoleons und dem Ende des Königreichs Westphalen befreiten die verbündeten Gegner Napoleons Anfang Oktober 1813 das Gebiet. Bei der politischen Neuordnung nach dem Wiener Kongress 1815 wurden Kloschwitz, Rumpin und Trebitz im Jahr 1816 dem Regierungsbezirk Merseburg der preußischen Provinz Sachsen angeschlossen und dem Mansfelder Seekreis angegliedert.
1870 erhielt die Laurentiuskirche in Trebitz eine Wäldner-Orgel mit 11 Registern, zwei Manualen und Pedal, die 1982 nach Templin versetzt wurde.
Im Zuge der Auffahrung des Kaliwerks Johannashall entstand 1895 die gleichnamige Siedlung Johannashall. 1922 wurde der Schacht stillgelegt. Im Zuge der ersten Kreisreform in der DDR wurden Rumpin, Trebitz und die Kolonie Johannashall am 20. Juli 1950 in die Gemeinde Kloschwitz eingegliedert. Davor waren die Orte am 15. Juni 1950 in den Saalkreis umgegliedert worden. Mit der zweiten Kreisreform 1952 kam Kloschwitz in den neu zugeschnittenen Saalkreis im Bezirk Halle, der 2007 im Saalekreis aufging.
Bis zur Neubildung der Einheitsgemeinde Salzatal am 1. Januar 2010 war Kloschwitz eine selbständige Gemeinde in der Verwaltungsgemeinschaft Westlicher Saalkreis Letzter Bürgermeister von Kloschwitz war Jan Papendieck.

## Wappen
Das Wappen wurde am 25. Mai 1998 durch das Regierungspräsidium Halle genehmigt.
Blasonierung: „In Blau ein gesenkter silberner Anker, oben beseitet von zwei sechsstrahligen goldenen Sternen.“
Die Farben von Kloschwitz sind abgeleitet vom Wappen Silber (Weiß) und Blau.

## Kultur und Sehenswürdigkeiten
Im Ortsteil Kloschwitz befinden sich südlich der Straße zwei Salzquellen, deren Wasser in einer frei zugänglichen Kneippanlage direkt am Rande der Straße genutzt wird und dann durch einige Wassertretbecken auf dem Gelände des benachbarten Campingplatzes in die Saale abfließt.
Der unter Denkmalschutz stehende Friedhof mit historischen Grabsteinen und einer schlichten Kapelle wurde Mitte des 19. Jahrhunderts an einem Hang am Ortsrand angelegt.
Um Kloschwitz gibt es verschiedene Wanderwege, die 2015 vom Naturpark Unteres Saaletal ausgeschildert wurden. Am Wanderparkplatz in Trebitz befindet sich eine Infotafel mit Wanderkarte.
Im Ortsteil Rumpin befindet sich auf einer Anhöhe die denkmalgeschützte Kirche St. Johannes der Evangelist. Auf dem ehemaligen Friedhof unweit der Kirche stehen zahlreiche barocke, reich dekorierte Grabsteine von außergewöhnlicher Qualität.

### Regelmäßige Veranstaltungen
- Blütenfest, immer zur Baumblüte Ende April

## Verkehrsanbindung
Die Gemeinde liegt an der Verbindungsstraße von Halle (Saale) nach Hettstedt.